# Wonderin'
Wonderin' est un album-hommage de reprises jazz-funk de chansons de Stevie Wonder diffusé par le label Ronnie Scott's. 
Il est enregistré par Rollercoaster, un groupe formé de musiciens de studio et de jazz issus de groupes anglais des années 1960 et 1970 tels que Soft Machine, Blue Mink et Nucleus.

## Liste des pistes
| 1. | I Wish                 | Stevie Wonder | 7:27 |
| 2. | Boogie on Reggae Woman | Stevie Wonder | 6:45 |
| 3. | Higher Ground          | Stevie Wonder | 6:34 |

| 4. | Superstition        | Stevie Wonder | 7:33 |
| 5. | Mr W.               | Karl Jenkins  | 2:38 |
| 6. | Living for the City | Stevie Wonder | 7:28 |

## Personnel
- Ron Mathewson : guitare basse
- Barry Morgan (en) : batterie
- Alan Parker : guitare
- Mike Ratledge, Karl Jenkins : claviers, synthétiseurs
- Mike Pyne : piano
- Dick Morrissey : saxophone tenor
- Ray Warleigh (en) : saxophone alto
- Chris Pyne (en) : trombone
- Derek Watkins : trompette

## Format
L'album est publié chez Pye Records/Ronnie Scott's en 33 tours sous la référence N136.